# Episodi di Man Seeking Woman (seconda stagione)
La seconda stagione della serie televisiva Man Seeking Woman è stata trasmessa sul canale statunitense FXX dal 6 gennaio al 9 marzo 2016.
In Italia la stagione è tuttora inedita.
| n° | Titolo originale | Titolo italiano | Prima TV USA     | Prima TV Italia |
| -- | ---------------- | --------------- | ---------------- | --------------- |
| 1  | Wings            |                 | 6 gennaio 2016   |                 |
| 2  | Feather          |                 | 13 gennaio 2016  |                 |
| 3  | Scythe           |                 | 20 gennaio 2016  |                 |
| 4  | Tinsel           |                 | 27 gennaio 2016  |                 |
| 5  | Card             |                 | 3 febbraio 2016  |                 |
| 6  | Honey            |                 | 10 febbraio 2016 |                 |
| 7  | Cactus           |                 | 17 febbraio 2016 |                 |
| 8  | Fuse             |                 | 24 febbraio 2016 |                 |
| 9  | Eel              |                 | 2 marzo 2016     |                 |
| 10 | Balloon          |                 | 9 marzo 2016     |                 |